# Nottingham Open 1999
Il Nottingham Open 1999 è stato un torneo di tennis giocato sull'erba. È stata la 13ª edizione del Nottingham Open, che fa parte della categoria International Series nell'ambito dell'ATP Tour 1999. Si è giocato al Nottingham Tennis Centre di Nottingham in Inghilterra, dal 14 al 21 giugno 1999.

## Campioni

### Singolare
Cédric Pioline ha battuto in finale  Kevin Ullyett con il punteggio di 6–3, 7–5

### Doppio
Patrick Galbraith /  Justin Gimelstob hanno battuto in finale  Marius Barnard /  Brent Haygarth con il punteggio di 5–7, 7–5, 6–3